# Achille Demagbo
Achille Demagbo (geboren 1980 in Benin) ist ein deutscher Politiker (AfD) und Dolmetscher beninischer Herkunft, Mitglied der AfD Berlin und Mitarbeiter der AfD-Bundestagsfraktion. Zuvor war er Gründungsmitglied und Vorsitzender des Kieler AfD-Kreisverbands und Mitglied im Landesvorstand der AfD Schleswig-Holstein. Als Politiker afrikanischer Abstammung mit dunkler Hautfarbe in der AfD erhielt er bundesweite Medienaufmerksamkeit.

## Leben
Demagbo wuchs mit einer Schwester und drei Brüdern im westafrikanischen Benin auf. Seine Eltern arbeiteten als Lehrer, erzogen ihre Kinder streng und schafften den Aufstieg aus einfachsten Verhältnissen. Nach eigenen Angaben interessierte er sich schon als Schüler für Geisteswissenschaften, vor allem für Philosophie und Soziologie, wobei ihm auffiel, „dass die deutschen Denker, die deutschen Philosophen besonders rational sind, besonders systematisch koordiniert in der Art, ihre Ideen darzustellen.“ Dabei habe er sich in das deutsche Denken verliebt, besonders in Immanuel Kant und Friedrich Nietzsche.
2003 kam er nach Deutschland, um Sprachwissenschaften zu studieren. Er habe sich als Deutscher gefühlt, das Land sei seine zweite Heimat geworden. Mit Rassismus habe er nie Probleme gehabt: „Die Deutschen sind nicht ausländerfeindlich. Sie schätzen jeden, der hierherkommt und die deutsche Kultur beachtet, sich an die gesellschaftlichen Normen hält.“ Doch habe er gemerkt, dass die Menschen falsch informiert würden, etwa dass „alles, was rechts von der SPD ist […] gegen Ausländer“ sei, was nicht zutreffe. Die politische Wirklichkeit werde nach links geschoben, so entstehe ein Vakuum, weil sich ein großer Teil der Bevölkerung nicht mehr vertreten fühle. Errungenschaften würden „auf dem politischen Altar zugunsten linker politischer Experimente geopfert“.
Seit 2015 besitzt Demagbo die deutsche Staatsangehörigkeit. Er arbeitete als Dolmetscher und lebte im Kieler Stadtteil Gaarden, der als sozialer Brennpunkt gilt. Viele seiner Freunde seien Türken, Albaner, Kurden, Syrer, die meisten davon gut integrierte Kinder von Gastarbeitern. Problematisch seien nur Leute, die sich nicht integrierten, was zu wenig geprüft werde: „Man nimmt einfach alle. Deshalb haben wir in Deutschland Parallelgesellschaften. Deshalb haben wir Zwangsehen und Kinderehen, Leute, die sich an die Scharia halten, die sich nicht zu unseren demokratischen Werten bekennen.“

## Politik
2013 trat Demagbo in die AfD ein. Er erklärte, als Migrant könne er nicht gegen Einwanderung sein, auch die AfD sei das nicht. Es gehe ihr nur darum, „vernünftig“ aufzunehmen, in geregelter Form. Sich selbst sieht Demagbo als wertkonservativ. Mit dieser Einstellung habe er auch Russlanddeutsche, Türken und Kurden für die AfD gewinnen können. Vor zwanzig oder dreißig Jahren hätte er sich für die CDU entschieden, die sei jedoch „nach links gedriftet“, während die AfD frühere CDU-Positionen aufgegriffen habe. Rassismusvorwürfe gegen die AfD seien unbegründet, auch Alexander Gauland habe schon mit seinen Kindern gespielt. Zu den Worten des thüringischen AfD-Vorsitzenden Björn Höcke vom „lebensbejahenden afrikanischen Ausbreitungstyp“ meinte Demagbo, das sei „doch positiv, ich bin lebensbejahend“. Deutschland habe ihm alles gegeben, er wolle nun etwas zurückgeben.
Zur Zeit des Parteichefs Bernd Lucke verortete Demagbo sich selbst als „70 Prozent Lucke, 30 Prozent Petry“. Lucke habe ihn durch einen Talkshow-Auftritt spontan zum Parteieintritt motiviert. Während des Machtkampfes zwischen Lucke und Petry 2015 äußerte er: „Die Partei braucht beide Flügel, den wirtschaftsliberalen und den nationalkonservativen, also Bernd Lucke und Frauke Petry.“ Nach der Spaltung der AfD habe er jedoch aus Enttäuschung mit Lucke gebrochen.
2015 erklärte er, die Zuwanderung von Arbeitskräften solle sich ausschließlich nach dem hiesigen Bedarf richten, etwa durch ein Einwanderungsrecht mit Punktesystem nach kanadischem Vorbild. Kriegsflüchtlingen sei jedoch jederzeit humanitäre Hilfe zu gewähren. Das Kopernikus-Gymnasium in Bargteheide lud ihn zu einer von Schülern organisierten Podiumsdiskussion über die Flüchtlingsproblematik ein. Nach Drohungen wegen Demagbos Einladung wurde die Veranstaltung jedoch abgesagt. Demagbo äußerte sich „enttäuscht über so viel Hass und Unverständnis. Zur Demokratie gehört die Auseinandersetzung über unterschiedliche Meinungen. Ich finde es sehr enttäuschend, dass die Schulleitung vor demokratiefeindlichen Protesten eingeknickt ist.“
Angesprochen auf Äußerungen des AfD-Bundesvorstandsmitglieds Gauland über Jérôme Boateng, erklärte Demagbo, er habe in Deutschland niemals Probleme mit Nachbarn gehabt: „Hinter dem einzigen physischen Angriff, den ich bisher erlebt habe, steckten linke Studenten, die mich daran gehindert haben, einen Vortrag in der Lüneburger Universität zu halten.“
Im November 2018 erklärte Demagbo auf dem AfD-Parteitag zur Europawahl 2019 in Magdeburg, er sei stolz, Afrikaner zu sein, warnte jedoch: „Wir dürfen Deutschland nicht mit Afrikanern überfluten, weil es einfach zu viele davon gibt.“
Demagbo war Vorsitzender des Kieler Kreisverbandes der AfD, zeitweise auch Mitglied im Landesvorstand der AfD Schleswig-Holstein, bis er 2017 zurücktrat. Er arbeitet für die AfD-Bundestagsfraktion in Berlin und ist seit seinem Umzug Mitglied des Berliner Landesverbandes.

## Rezeption
Thomas Schmoll zählte Demagbo 2016 im Flensburger Tageblatt zu den gemäßigten Kräften in seiner Partei, die sich um Differenzierung bemühten. So habe er etwa auf dem Höhepunkt der Flüchtlingskrise in Deutschland ab 2015 öffentlich gesagt: „Es geht nicht um den gesamten Islam. Es geht um jenen Teil des Islams, der vorschreibt, Schädel abzuschlagen, Ungläubige hinzurichten und jeder anderen Weltsicht mit Gewalt entgegenzutreten.“ Dieser Islam habe keinen Platz in der Demokratie, jedoch: „Pauschal Flüchtlinge des radikalen Islamismus zu verdächtigen, ist auch falsch.“
David Joram schrieb in der taz, Demagbos Geschichte sei anders verlaufen als die vieler geflüchteter Menschen aus Westafrika. Er sei weder verfolgt worden noch habe er hungern müssen. Die AfD passe zum „sozialdarwinistischen Rassismus, den Demagbo aus dem Benin kennt“, sein politischer Kurs sei daher kein Zufall.